# Waldbad (Baienfurt)

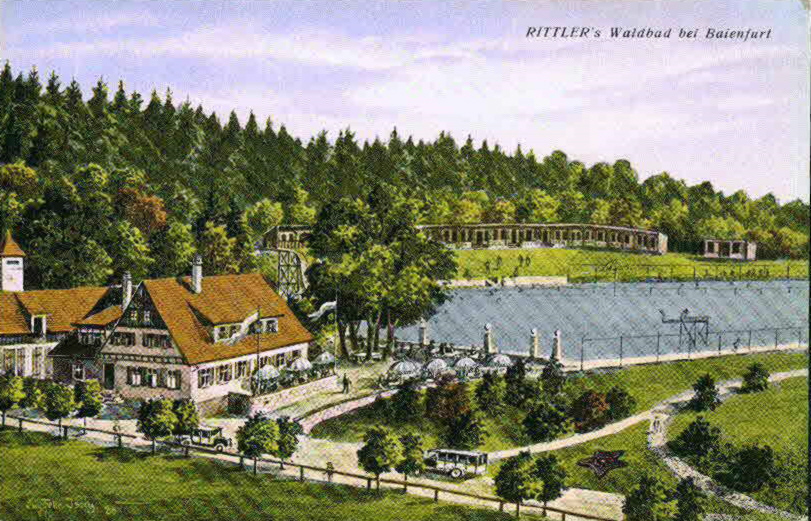
Das Waldbad Anfang des 20. Jahrhunderts

Waldbad ist eine im baden-württembergischen Landkreis Ravensburg in der Gemeinde Baienfurt an der Landesstraße 314 zwischen Baienfurt und Bergatreute gelegene Häusergruppe, die bis in die 1970er Jahre ein beliebtes Ausflugsziel mit Gastronomie, einem Saalbau, Tierpark und einem weitläufigen Waldbad war, das Besucher aus ganz Schwaben lockte.

## Geschichte
Das Waldbad wurde urkundlich erstmals im Jahr 1435 erwähnt. 1836 wird das Waldbad als ein Wirtshaus mit Badanstalt beschreiben, dessen Wasser aus drei Quellen gespeist wird sowie heilende Wirkung nachgesagt wurde. Im Jahr 1926 kaufte Karl Rittler, der in Baienfurt eine Brauerei hatte, das frühere Wolfegg’sche Waldbad und baute ein Kurhaus darauf. Der Saalbau mit Theaterbühne und Platz für über 600 Besucher wurde 1924 errichtet. Das Waldbad bot Platz für Hunderte von Gästen und wurde zu einem beliebten Ort für Feste und Veranstaltungen.
Das Waldbad erlebte in den 1960er Jahren einen Höhepunkt, als es als Luxustempel bekannt war. Mitte der 1970er Jahre wurde der Badebetrieb stillgelegt, und das Gelände begann zu verfallen. In den 1990er Jahren brannte das zentrale Gebäude nieder. Zuletzt diente noch ein Gebäude als Wohnhaus. 2016 wurde das Areal von einem Investor gekauft, der dort plant ein Hotel mit etwa 100 Betten und einen Gastrobetrieb einzurichten. Im März 2025 wurde in dem leerstehenden Gebäude Teile einer Folge der Fernsehserie Die Toten vom Bodensee gedreht.